# II. třída okresu Liberec
 II. třída okresu Liberec (okresní přebor II. třídy) tvoří s ostatními skupinami II. třídy osmou nejvyšší fotbalovou soutěž v České republice. Hraje se každý rok od léta do jara se zimní přestávkou. Na konci ročníku nejlepší dva týmy postupují do I. B třídy Libereckého kraje (do skupiny B) a dva nejhorší týmy sestoupí do III. třídy okresu Liberec.

## Vítězové
| Ročník    | Vítězný tým               |
| --------- | ------------------------- |
| 2001/02   | TJ Viktoria Dětřichov     |
| 2002/03   | SK Hlavice                |
| 2003/2004 | TJ Slovan Frýdlant        |
| 2004/2005 | VTJ Ještěd Liberec        |
| 2005/2006 | AFK Nové Město pod Smrkem |
| 2006/07   | SK Hlavice B              |
| 2007/08   | TJ Sokol Rozstání         |
| 2008/09   | Sokol Doubí               |
| 2009/10   | SK Raspenava              |
| 2010/11   | Viktoria Dětřichov        |
| 2011/12   | Viktoria Dětřichov        |
| 2012/13   | SK VTJ Rapid Liberec B    |
| 2013/14   | SK Osečná                 |
| 2014/15   | TJ Sokol Pěnčín           |
| 2015/16   | Tatran Jablonné           |
| 2016/17   | TJ Slovan Vesec           |
| 2017/18   | SK Žibřidice              |
| 2018/19   | Stráž nad Nisou B         |
| 2019/20   | nedohráno                 |
| 2020/21   | nedohráno                 |
| 2021/22   | TJ Jiskra Višňová B       |